# Gerhard Schepelern
Gerhard Johannes Schepelern (15. september 1915 – 7. februar 2004) var en dansk dirigent og musikforfatter, der med sit værk Operabogen skabte en håndbog, der i generationer har været en bibel for danske operafans.
Han var uddannet ved Københavns Universitet og var en overgang repetitør ved Det Kgl. Teater. I 1947 var han medstifter af Den Jyske Opera og dirigerede her en række forestillinger. Han var sin tids største operakender[kilde mangler] og har skrevet en række værker om især dansk operas historie og dertil en række populære musikhåndbøger.
Han var far til Peter Schepelern.

## Værker
- 1946 Operabogen (1. udgave – 12. udgave i 2001)
- 1956 Koncerthåndbogen I-III (med Gereon Brodin)
- 1970 Instrumenthåndbogen
- 1976 Italienerne på Hofteatret I-II
- 1988 Wagners operaer i Danmark
- 1989 Giuseppe Siboni
- 1995 Operaens historie i Danmark 1634-1975